# 山谷哲夫
山谷 哲夫（やまたに てつお、1947年7月21日 - ）は、記録映画監督。

## 略歴
富山県高岡市出身。1972年早稲田大学文学部卒。在学中に記録映画「生きる 沖縄・渡嘉敷島集団自決から25年」を作成、第二作「みやこ」が認められ1974年文化庁在外芸術家として、英国映画協会にてドキュメンタリー映画を学ぶ。79年「沖縄のハルモニ　証言・従軍慰安婦」が制作。1996年西オーストラリア大学客員研究員。1980-99年日本映画学校（現・日本映画大学）でドキュメンタリー映画を教える。無明舎代表。

## 監督作品
- 1974年 ： みやこ 　無明舎
- 1977年 ： うりならまんせい 　無明舎
- 1979年 ： 沖縄のハルモニ　証言・従軍慰安婦 　無明舎
- 1980年 ： きょむ・ぬっく・あいん - タイ・カンボジア国境から

## 著書

### 著書
- 『沖縄のハルモニ 大日本売春史』編著 晩声社 ルポルタージュ叢書 1979
- 猪狩章、北岡悠、風間公一、山谷哲夫、李恢成、和田春樹 著、猪狩章 編『光州80年5月 つかの間の春の虐殺』すずさわ書店、1980年12月25日。
- 『じゃぱゆきさん』情報センター出版局 1985　のち講談社文庫、岩波現代文庫
- 『「B級自由民」宣言!』宝島社新書 2007
- 『歌舞伎町ラブホテル夜間清掃人は見た!』宝島社 2010　のち文庫
- 『「慰安婦」物語 写真が語る真実』宝島社 2013
- 『裏歌舞伎町まりあ横丁 新大久保コリアンタウンの哀しい嘘』現代書館 2013
- 『東京都セレブ区福祉部 オンブズマンが見た渋谷』現代書館 2015

### 翻訳諸書
- リチャード・M.バーサム『ノンフィクション映像史』中野達司共訳 創樹社 1984